# Roselite
La roselite è un minerale.